# Polska Gazeta Introligatorska
Polska Gazeta Introligatorska – polski miesięcznik wydawany w Poznaniu w latach 1928–1934 poświęcony introligatorstwu.
Czasopismo powstało w 1928 roku w poznańskim środowisku introligatorskim. Wydawcami Polskiej Gazety Introligatorskiej zostali: Ludwik Rządkowski (wydawca) oraz Ignacy Kozłowski (introligator). Funkcję redaktora odpowiedzialnego pełnił Stanisław Haremza. Inicjatywę wsparł Jan Kuglin, dyrektor Rolniczej Drukarni i Księgarni Nakładowej w Poznaniu.
Na przełomie 1928 i 1929 roku w gronie redakcji wybuchł konflikt dotyczący kierunku rozwoju miesięcznika. Na podstawie wyroku sądowego Ignacy Kozłowski wykupił udziały Rządkowskiego w 1929 roku. Od tego czasu pełnił funkcję wydawcy oraz redaktora Polskiej Gazety Introligatorskiej. Wsparcia inicjatywie wydawniczej udzieliły poznańskie firmy z branży drukarskiej oraz introligatorskiej. Polska Gazeta Introligatorska zawierała kilka działów tematycznych: informacje z działalności organizacji, poradnik zawodowy, informacje z rynku polskiego oraz światowego, a także reprodukcje prac artystycznych rzemieślników. Autorami publikowanych artykułów byli między innymi: Ludwik Rządkowski, Ignacy Kozłowski, Stanisław Haremza, Aleksander Semkowicz, Zdzisław Szafranek, Bonawentura Lenart, Hilary Majkowski, Jan Kuglin, Władysław Grabowski oraz Józef Przesławski. Czasopismo ukazywało się przez 7 lat, aż do 1934 roku. Ostatni numer ukazał się 20 czerwca 1934 roku.
Polska Gazeta Introligatorska udostępniona jest w Kujawsko-Pomorskiej Bibliotece Cyfrowej, digitalizację wykonała Biblioteka Uniwersytecka w Toruniu.